# Mont Kirkpatrick
Mont Kirkpatrick és una alta muntanya (4.528 m) de gran prominència, (2.601 m), de l'Antàrtida que generalment està lliure de gel. Es troba en la serralada Reina Alexandra a 8 km de Mont Dickerson. Va ser descoberta per l'expedició antàrtica britànica de 1907–19009 i va rebre el nom d'un dels seus patrocinadors, un home de negocis de Glasgow. També se'n diu Mont Kilpatrick.

## Fòssils
El Mont Kirkpatrick és un dels jaciments de fòssils més importants de l'Antàrtida, la Formació Hanson. En períodes antics l'Antàrtida era prou càlida per a tenir boscos coníferes i de cicadàcies i a més tots els continents van estar units en el supercontinent Pangea, entre la fauna hi havia tritilodòntids. També s'hi han trobat pterosaures de la mida d'un corb i moltes restes de dinosures del tipus de Plateosaurus, Coelophysis i el dilofosaure. S'hi va trobar el primer dinosure del continent: el criolofosaure, un gran depredador.
També s'ha identificat, el 2007, l'espècie de dinosaure herbívor Glacialisaurus hammeri.